# Takashi Nishihara
Takashi Nishihara (japanisch 西原 誉志 Nishihara Takashi; * 24. August 1986 in Matsuyama) ist ein ehemaliger japanischer Fußballspieler.

## Karriere
Nishihara erlernte das Fußballspielen in der Schulmannschaft der Saibi High School und der Universitätsmannschaft der Ehime-Universität. Seinen ersten Vertrag unterschrieb er 2009 bei Fagiano Okayama. Der Verein spielte in der zweithöchsten Liga des Landes, der J2 League. Im Juni 2010 wurde er an den Albirex Niigata (Singapur) ausgeliehen. 2011 kehrte er zu Fagiano Okayama zurück. Ende 2014 beendete er seine Karriere als Fußballspieler.